# Abzeichen für Beobachtungsoffiziere aus Flugzeugen

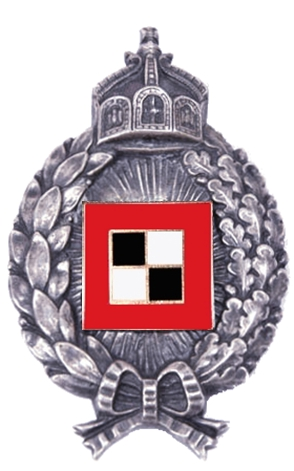
Das Militär-Beobachterabzeichen.

Das Abzeichen für Beobachtungsoffiziere aus Flugzeugen wurde am 27. Januar 1914 durch Kaiser Wilhelm II. gestiftet.

## Verleihungskriterien
Die Verleihung konnte durch die General-Inspektion des Militär-Verkehrswesens an Beobachtungsoffiziere der Fliegertruppe erfolgen. Die Voraussetzungen waren:
- eine zurückgelegte Flugzeugentfernungsstrecke von mindestens 1000 km als Beobachter
- erfolgreiche Prüfung für Technische Flugzeughilfe bzw. erfolgreiche Wiederholungsprüfung der technischen Flugzeughilfe
- durchgeführte Erkundungsflüge
- Befähigungszeugnis als Beobachtungsoffizier

## Aussehen und Trageweise
Das Abzeichen mit einer Höhe von 71 mm ist hochoval, 45 mm breit und besteht aus Silber oder aus versilberten Buntmetall. Mittig prangt auf strahlenförmigen Grund ein rot emailliertes Quadrat, in dessen Mitte sich wiederum ein Quadrat mit schwarz-weißem Quadratmuster (Zeichen des Generalstabes) befindet. Umschlossen wird diese Symbolik von einem geschlossenen Lorbeer- (links) sowie Eichenlaubkranz (rechts), die miteinander symbolisch am unteren Ende durch eine Schleife verbunden sind und am oberen sich in der Kaiserkrone vereinen. Die Rückseite des Abzeichens zeigt ebenfalls einen strahlenförmigen Grund sowie eine senkrecht angebrachte Nadel mit unterem Gegenhaken sowie mittig die eingeschlagene zweizeilige Punze des Herstellers C.E. JUNKER / BERLIN.
Getragen wurde die Auszeichnung als Steckabzeichen an der linken Brustseite des Beliehenen.